# Я помер, але у мене є друзі
«Я помер, але у мене є друзі» (фр. Je suis mort mais j’ai des amis) — франко-більгійська кінокомедія 2015 року, поставлена режисерами Гійомом та Стефаном Маландренами. Прем'єра стрічки відбулася 11 червня 2015 року на Кінофестивалі романтичних фільмів у Кабурі. Фільм номіновано на здобуття французької кінопремії Сезар 2016 року як найкращий фільм іноземною мовою та у 7-ми категоріях бельгійської кінонагороди «Магрітт», зокрема за найкращий фільм .

## Сюжет
Четвірка літніх бельгійських рокерів, Ян, Вім, Ніколя і Жіпі, уперше в своєму житті отримала можливість втілити свою давню мрію — виступати в Лос-Анджелесі. Проте, барабанщик групи вважає себе занадто старим, тож йому повинні знайти молоду заміну. Але справи стають ще гіршими, коли напередодні від'їзду помирає співак Жіпі. Розлючені друзі викрадають урну з прахом покійного, що забрати з собою в турне Америкою. По дорозі вони з'ясовують, що їх друг був геєм та протягом п'яти років прожив зі своїм бойфрендом Дені. Той також хоче приєднатися до поїздки, що розвіяти прах покійного в Лос-Анджелесі...

## У ролях
| Булі Ланнерс           | ···· | Ян            |
| Вім Вілларт            | ···· | Вім           |
| Льє Салем              | ···· | Дені          |
| Серж Рябукін           | ···· | П'єр          |
| Едді Леду              | ···· | Ніколя        |
| Джкі Ламберт           | ···· | Жіпі          |
| Марі-Рене Андре        | ···· | Марі Солель   |
| Бен Сильвестр Маккензі | ···· | оповідач Інну |
| Елена Коппжан          | ···· | Джулія        |

## Саундтрек
| #     | Назва                                   | Автор                                         | Тривалість |
| ----- | --------------------------------------- | --------------------------------------------- | ---------- |
| 1.    | «Pas un rat»                            | Jacky Lambert & Jampur Fraize, Gérard Andrien | 1:30       |
| 2.    | «Seul»                                  | Jacky Lambert / Jampur Fraize, Gérard Andrien | 58         |
| 3.    | «Les Planchistes de Paname»             | Les Cavaliers / Born Bad Records              | 1:40       |
| 4.    | «Coït»                                  | Jean Yanne                                    | 1:58       |
| 5.    | «Lola Langusta»                         | Cheveu / Born Bad Records                     | 1:24       |
| 6.    | «Euthanasie»                            | Les Olivensteins / Born Bad Records           | 1:13       |
| 7.    | «Attends-moi»                           | Mathias Duplessy                              | 1:20       |
| 8.    | «Bikers Theme»                          | Jampur Fraize, Gérard Andrien                 | 51         |
| 9.    | «Bons baisers de la ville»              | Les Cavaliers / Born Bad Records              | 50         |
| 10.   | «Je ne rêve jamais seul»                | Calypso/ Born Bad Records                     | 53         |
| 11.   | «Lady Wild»                             | Jack Of Heart / Born Bad Records              | 32         |
| 12.   | «Waiting for you»                       | JC Satan / Born Bad Records                   | 41         |
| 13.   | «Je cherche»                            | Les Lutins                                    | 39         |
| 14.   | «Marry Me»                              | Jack of Heart / Born Bad Records              | 40         |
| 15.   | «Des lieux associatifs pour les jeunes» | Cobra / Born Bad Records                      | 53         |
| 16.   | «Fier de ne rien faire»                 | Les Olivensteins / Born Bad Records           | 55         |
| 17.   | «Ringo did it»                          | Veronica Lee with the Monics                  | 32         |
| 18.   | «Escape Theme»                          | Jampur Fraize                                 | 2:44       |
| 19.   | «Here Comes The Train»                  | Bob Roubian / Cliffie Stone                   | 1:05       |
| 20.   | «Waiting for the War»                   | Soggy / Born Bad Records                      | 48         |
| 21.   | «Ewasuwa»                               | Kashtin                                       | 1:03       |
| 22.   | «Looking for Wim Theme»                 | Jampur Fraize                                 | 1:15       |
| 23.   | «Ashes Theme»                           | Jampur Fraize                                 | 1:06       |
| 24.   | «Ashes Theme»                           | Jampur Fraize                                 | 1:06       |
| 25.   | «Final Theme»                           | Jampur Fraize                                 | 3:37       |
| 30:13 |                                         |                                               |            |

## Визнання
| Нагороди та номінації фільму «Я помер, але у мене є друзі» | Нагороди та номінації фільму «Я помер, але у мене є друзі» | Нагороди та номінації фільму «Я помер, але у мене є друзі» | Нагороди та номінації фільму «Я помер, але у мене є друзі» | Нагороди та номінації фільму «Я помер, але у мене є друзі» | Нагороди та номінації фільму «Я помер, але у мене є друзі» |
| Рік                                                        | Кінофестиваль/кінопремія                                   | Категорія/нагорода                                         | Номінант                                                   | Результат                                                  |                                                            |
| ---------------------------------------------------------- | ---------------------------------------------------------- | ---------------------------------------------------------- | ---------------------------------------------------------- | ---------------------------------------------------------- | ---------------------------------------------------------- |
| 2016                                                       | Премія Магрітт                                             | Найкращий фільм                                            | Я помер, але у мене є друзі                                | Номінація                                                  |                                                            |
| 2016                                                       | Премія Магрітт                                             | Найкращий актор                                            | Вім Вілларт                                                | Перемога                                                   |                                                            |
| 2016                                                       | Премія Магрітт                                             | Найкращий сценарій                                         | Гійом Маландрен та Стефан Маландрен                        | Номінація                                                  |                                                            |
| 2016                                                       | Премія Магрітт                                             | Найкращі декорації                                         | Єва Мартін                                                 | Номінація                                                  |                                                            |
| 2016                                                       | Премія Магрітт                                             | Найкращий дизайн костюмів                                  | Еліза Ансьон                                               | Номінація                                                  |                                                            |
| 2016                                                       | Премія Магрітт                                             | Найкращий звук                                             | Марк Бастьєн, Марк Енгельс, Франко Піскопо                 | Номінація                                                  |                                                            |
| 2016                                                       | Премія Магрітт                                             | Найкращий монтаж                                           | Яннік Лерой                                                | Номінація                                                  |                                                            |
| 2016                                                       | Премія «Сезар»                                             | Найкращий фільм іноземною мовою                            | Я помер, але у мене є друзі                                | Номінація                                                  |                                                            |